# Nikolái Belov

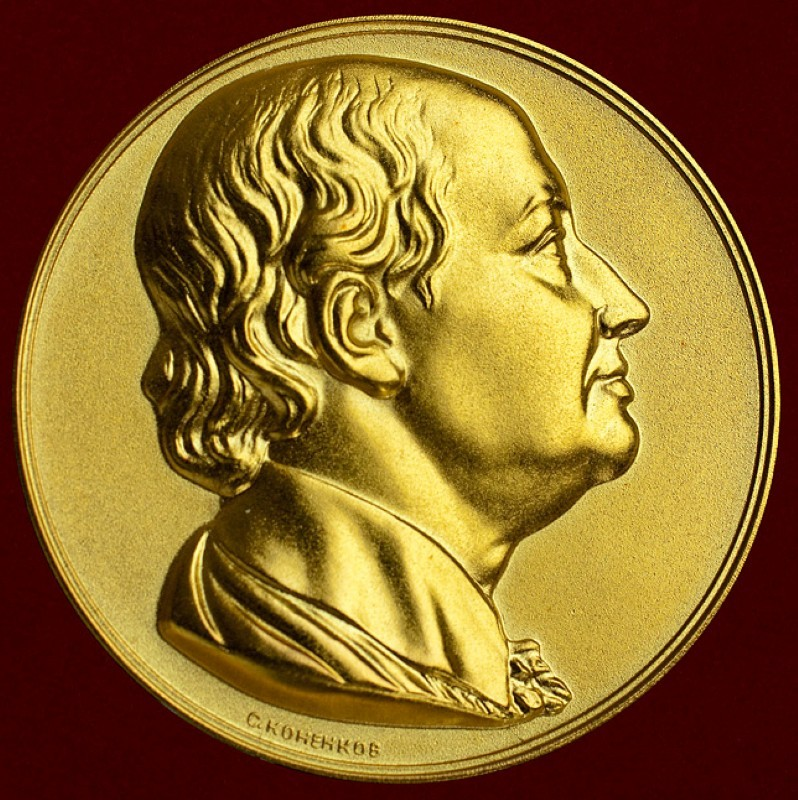
Belov, galardonado con la Medalla de Lomonósov, entre otras tantas distinciones

Nikolái Vasílievich Belov (en ruso: Никола́й Васи́льевич Бело́в; 14 de diciembre de 1891 – 6 de marzo de 1982) fue un cristalógrafo, geoquímico, académico (a partir de 1953), y honorado como Héroe del Trabajo Socialista (1969).
Fue presidente del Comité Nacional de Cristalógrafos de la URSS(1955-1982). Miembro de la Junta Directiva de la Unión Internacional de la Cristalografía (1954), luego vicepresidente (1957-1963), y finalmente presidente (1966-1969) de la UIC. Por todos sus aportes a la cristalografía y la geoquímica, ha sido distinguido y premiado gran parte de su vida, como así también obtuvo muy altos cargos dentro de su país y a nivel internacional.
Los minerales Belovita-(Ce) y Belovita-(La) llevan su nombre.

## Honores y premios
- Héroe del Trabajo Socialista (1969)
- Cuatro Órdenes de Lenin (1961, 1969, 1971, 1981)[1]
- Orden de la Revolución de Octubre (1975)
- Orden de la Bandera Roja del Trabajo (1953)
- Medalla por la Defensa de Moscú (1944)
- Medalla por el trabajo valiente en la Gran Guerra Patria 1941-1945 (1946)
- Medalla Conmemorativa del 800º Aniversario de Moscú (1948)
- Medalla de los Trabajadores Distinguidos (1967)
- Medalla Conmemorativa por el Centenario del Natalicio de Lenin "Al Trabajo Valiente" (1970)
- Premio Stalin del Estado, 1er grado (1952)
- Premio Lenin (1974)
- Primer Premio Fedorov (URSS, 1948)
- Medalla Lomonósov (1965)
- Medalla de Oro de la Exposición de los Logros Económicos de la URSS (1962)
- Medalla De K. Ohridski (Universidad de Sofía K. Ohridski, Bulgaria, 1971)
- Miembro Honorario de la Sociedad de Mineralogía de la Unión Soviética (1964)
- Miembro extranjero de la Academia polaca de Ciencias (1978)
- Doctor honoris causa por la Universidad de Breslavia B. Bierut (Polonia, 1975)
- Miembro Honorario de la Sociedad de Mineralogía de EE.UU (1960), de Inglaterra, de la Sociedad de la Mineralogía y Cristalografía, Francia (1969), Sociedad Geológica de la RDA (1975), Sociedad Americana Cristalográfica (1969)

## Para más información
- Belov, Nikolai Vasil’evich en el Dictionary of Scientific Biography, Online (en inglés)
- Nachruf von Paul B. Moore, American Mineralogist 1984, pdf (en inglés)

- Datos: Q426749
- Multimedia: Nikolay Belov (geochemist) / Q426749